# Selección de waterpolo de Rumania
La selección de waterpolo de Rumania es la selección de waterpolo masculino del país de Rumania.

## Resultados

### Juegos Olímpicos
- 1900: No participó
- 1908: No participó
- 1912: No participó
- 1920: No participó
- 1924: No participó
- 1928: No participó
- 1932: No participó
- 1936: No participó
- 1948: No participó
- 1952: 17.ª plaza
- 1956: 8.ª plaza
- 1960: 5.ª plaza
- 1964: 5.ª plaza
- 1968: No participó
- 1972: 8.ª plaza
- 1976: 4.ª plaza
- 1980: 9.ª plaza
- 1984: No participó
- 1988: No participó
- 1992: No participó
- 1996: 11.ª plaza
- 2000: No participó
- 2004: No participó
- 2008: No participó
- 2012: 10.ª plaza
- 2016: No participó
- 2020: No participó

### Mundial de natación
- 1973: 7.ª plaza
- 1975: 5.ª plaza
- 1978: 6.ª plaza
- 1982: No participó
- 1986: No participó
- 1991: 9.ª plaza
- 1994: 13.ª plaza
- 1998: No participó
- 2001: No participó
- 2003: 12.ª plaza
- 2005: 6.ª plaza
- 2007: 11.ª plaza
- 2009: 7.ª plaza
- 2011: 12.ª plaza
- 2013: 13.ª plaza
- 2015: No participó
- 2017: No participó
- 2019: No participó

### Europeo de waterpolo
- 1926: No participó
- 1927: No participó
- 1931: No participó
- 1934: No participó
- 1938: No participó
- 1947: No participó
- 1950: No participó
- 1954: 10.ª plaza
- 1958: No participó
- 1962: 5.ª plaza
- 1966: 6.ª plaza
- 1970: 6.ª plaza
- 1974: 6.ª plaza
- 1977: 7.ª plaza
- 1981: 7.ª plaza
- 1983: 8.ª plaza
- 1985: No participó
- 1987: 7.ª plaza
- 1989: 5.ª plaza
- 1991: 8.ª plaza
- 1993: 4.ª plaza
- 1995: 11.ª plaza
- 1997: No participó
- 1999: 9.ª plaza
- 2001: 11.ª plaza
- 2003: 10.ª plaza
- 2006: 4.ª plaza
- 2008: 9.ª plaza
- 2010: 7.ª plaza
- 2012: 8.ª plaza
- 2014: 8.ª plaza
- 2016: 10.ª plaza
- 2018: 11.ª plaza
- 2020: 11.ª plaza